# Hymne Nationale Voltaïque

Brasão da República do Alto Volta na década de 1970 (e provavelmente durante a maior parte ou todo o período de 1960–1983), de acordo com informações do livro Guia das Bandeiras do Mundo de Mauro Talocci

O Hymne Nationale Voltaïque foi o hino nacional da república do Alto Volta de 1960 até 1984, quando o nome do país foi alterado para Burquina Fasso, e o hino da Une Seule Nuit foi adotado.
A letra e a música foram feitas por Robert Ouedraogo.